# 红齿蝇子草
红齿蝇子草（学名：Silene phoenicodonta）为石竹科蝇子草属的植物，是中国的特有植物。分布于中国大陆的云南、四川等地，生长于海拔1,600米至2,600米的地区，常生长在灌丛中及溪边，目前尚未由人工引种栽培。

## 异名
- Melandrium phoenicodontum (Franch.) C. Y. Wu